# Buchanan Township (Missouri)
Pour les articles homonymes, voir Buchanan Township.
Buchanan Township est un township du comté d'Atchison dans le Missouri, aux États-Unis,. En 2010, le township comptait une population de 23 habitants. Fondé en 1858, le township est baptisé en référence à James Buchanan, quinzième président des États-Unis.

## Source de la traduction
- (en) Cet article est partiellement ou en totalité issu de l’article de Wikipédia en anglais intitulé « Buchanan Township, Atchison County, Missouri » (voir la liste des auteurs).